# Canon F-1
Canon F-1 là máy ảnh phản xạ ống kính đơn 35 mm do Canon sản xuất từ tháng 3 năm 1971 cho đến cuối năm 1981, tại thời điểm đó, nó đã được thay thế bởi F-1 mới ra mắt vào đầu năm đó. Ngàm ống kính Canon FD được giới thiệu cùng với F-1, nhưng các ống kính ngàm Canon FL trước đây và các ống kính R-series cũ hơn cũng tương thích với máy ảnh với một số hạn chế. Canon F-1 được bán trên thị trường như một đối thủ cạnh tranh với các máy ảnh phản xạ ống kính đơn của Nikon F và Nikon F2 của Nikon.
F-1 là hệ thống máy ảnh SLR chuyên nghiệp đầu tiên của Canon, hỗ trợ rất nhiều phụ kiện và bộ phận có thể hoán đổi cho nhau để có thể điều chỉnh cho các mục đích sử dụng và sở thích khác nhau.
Năm 1972, Canon đã cho ra mắt một mẫu máy ảnh tốc độ cao với gương lật cố định cho phép người dùng nhìn thấy đối tượng mọi lúc. Được trang bị động cơ, máy ảnh này có thể chụp tới 9 fps, tốc độ cao nhất so với bất kỳ máy ảnh điều khiển động cơ nào vào thời điểm đó.

## Ống kính
Canon F-1 sử dụng ngàm ống kính Canon FD, được giới thiệu cùng với máy ảnh. Từ năm 1970 đến 1979, tổng cộng 68 mẫu ống kính ngàm FD khác nhau đã được sản xuất, từ tiêu cự 7,5mm đến 800mm.
Hầu hết các ống kính FL và R trước đó đều tương thích với F-1, mặc dù chúng phải được sử dụng ở chế độ đo sáng dừng. Một ngoại lệ là FLP 38 mm F2.8, được thiết kế cho Canon Pellix. Phần sau của ống kính này mở rộng hơn vào thân máy ảnh so với các ống kính ngàm FL khác và sẽ cản trở gương lật của Canon F-1.
Canon đã giới thiệu một số cải tiến trong dòng ống kính FD, bao gồm lần đầu tiên sử dụng thành phần thấu kính phi cầu trong hệ thống máy ảnh 35mm với việc phát hành FD 55mm f / 1.2 AL (ra mắt cùng với F-1 vào tháng 3 năm 1971). Các ống kính FD siêu tele của Canon cũng là những ống đầu tiên sử dụng vỏ màu trắng, được thiết kế để giữ cho các thành phần thấu kính fluorit nhạy cảm với nhiệt không bị giãn nở hoặc nứt. Canon tiếp tục sử dụng vỏ màu trắng cho các ống kính dòng L của mình ngày hôm nay, mặc dù các phiên bản hiện đại được chế tạo bằng thấu kính phân tán thấp (UD) thay vì fluorite.

## Phụ kiện
Canon F-1 có một trong những bộ phụ kiện lớn nhất của bất kỳ máy ảnh SLR 35mm nào từng được sản xuất. Kính ngắm có thể tháo rời (có thể hoán đổi với bốn ống ngắm khác); Màn hình lấy nét có thể được thay đổi với bốn loại (sau 9); gương có thể được khóa để cho phép ống kính ngồi sâu hoặc cho công việc có độ phóng đại cao, mặt sau có thể thay thế được với mặt sau của dữ liệu và phim khối (250 phơi sáng), Tấm dưới có thể tháo rời và có 4 Bộ truyền động hoặc Power Winders có thể được sử dụng (một là một thứ tự đặc biệt 9 fps cho động cơ tốc độ cao); ba bộ ghép flash khác nhau cho phép nhiều loại đèn flash; thị kính có thể lấy ống kính điều chỉnh diopter, kính lúp hoặc công cụ tìm góc; và số lượng bộ sưu tập ống kính trên 50 ống kính FD (và một vài mục đích đặc biệt) từ ống kính 7,5 mm đến ống kính siêu tele 1200 mm, và bao gồm 300 mm nhanh nhất thế giới tại thời điểm đó (300 mm F2.8L) và 400 mm nhanh nhất thế giới (FDn 400 mm F2.8L) cả hai đều kết hợp các thành phần thủy tinh phân tán đặc biệt fluorite và cực thấp cho chất lượng quang học tuyệt vời ở khẩu to nhất của ống kính.

### Ống ngắm
Giống như hầu hết các máy ảnh 35 mm chuyên nghiệp của những năm 1970, F-1 có các ống ngắm có thể hoán đổi cho nhau. Để tháo kính ngắm, người ta ấn hai nút nhỏ ở phía sau của công cụ tìm và trượt công cụ tìm về phía sau máy ảnh (hoặc ấn một nút ở phía dưới Speed Finder).
Máy ảnh được vận chuyển với một công cụ tìm ngũ giác tiêu chuẩn, được gọi là "công cụ tìm mức mắt" của Canon.
Các công cụ tìm khác có sẵn bao gồm công cụ tìm mức thắt lưng, Công cụ tìm tốc độ, công cụ tìm Booster T và Servo EE Finder.
Công cụ tìm mức thắt lưng được tạo mẫu theo thiết kế của công cụ tìm mức thắt lưng phổ biến trên máy ảnh định dạng trung bình. Nó có một mui xe bật lên để che chắn màn hình lấy nét khỏi ánh sáng đi lạc, cũng như kính lúp để giúp lấy nét quan trọng. Công cụ tìm mức thắt lưng không cho phép nhìn thấy thông tin đo sáng.
Công cụ tìm tốc độ có tính năng xoay duy nhất cho Canon. Công cụ tìm tốc độ có sự sắp xếp độc đáo của lăng kính cho phép nhìn toàn bộ hình ảnh của công cụ tìm từ khoảng cách 60 mm. Ngoài ra, công cụ tìm tốc độ được bố trí sao cho có thể xem được ở vị trí ngang tầm mắt hoặc ngang eo. Công cụ tìm tốc độ được đề xuất sử dụng khi đeo kính bảo hộ hoặc bất cứ thứ gì khác có thể ngăn người dùng đặt thị kính ngay trước mắt họ. Công cụ tìm tốc độ cho phép đo sáng đầy đủ.
Cả Booster T Finder và Servo EE Finder đều là những biến thể cơ bản trên công cụ tìm mức mắt tiêu chuẩn. Công cụ tìm kiếm Booster T chứa một tế bào đo sáng siêu nhạy có thể đọc thấp đến EV −3,5. Giống như phạm vi đo sáng được chuyển sang phía tối, công cụ tìm này cũng thay đổi tốc độ màn trập mà máy ảnh cung cấp về phía dài. Thay vì phạm vi bình thường (1 giây - 1/2000 giây), Trình tìm kiếm Booster T đã cho 60 giây - 1/60 giây. Quay số tốc độ màn trập trên công cụ tìm được khóa với quay số màn trập thông thường của máy ảnh và lái nó qua một chốt khớp nối trong phạm vi tiêu chuẩn 1 s - 1/60 s. Công cụ tìm cũng có một nút kích hoạt, đi qua công cụ tìm xuống nút kích hoạt bình thường. Khi quay số tốc độ màn trập của Booster được quay xa hơn, trong thời gian dài hơn, quay số của máy ảnh dừng ở cài đặt B (ulb) và công cụ tìm giữ nút nhấn kích hoạt trong suốt thời gian phơi sáng. Các cơ chế của kết nối này cũng dẫn đến sự kỳ lạ là không có cài đặt 2 giây, mà là 4, 3 và 1 giây.
Trình tìm kiếm Servo EE đã thêm phơi sáng tự động ưu tiên màn trập cho F-1. Một cơ chế servo trong công cụ tìm đã lái cần gạt khẩu độ trên ống kính, dừng nó xuống đúng giá trị. Công cụ tìm này đã sử dụng cùng một pin khớp nối trên mặt số tốc độ màn trập như Booster T Finder đã làm, để đồng bộ cài đặt tốc độ màn trập của máy tìm với máy ảnh. Nó yêu cầu một cục pin được kết nối dây (8AA) hoặc Motor Drive MF và một dây nguồn đặc biệt.

### Mô tơ
Motor Drive có sẵn ban đầu được đặt tên là "Đơn vị mô tơ". Nó thường được gọi là Motor Drive MD - bởi vì tất cả các phụ kiện đều có MD trong hậu tố của chúng, nhưng đó không phải là chỉ định chính thức. Đơn vị ổ đĩa động cơ ban đầu yêu cầu một bộ pin có dây (10 AA) khiến nó không sử dụng được cho hoạt động thể thao hoặc hoạt động thể thao. Một bộ pin sau này được kết nối trực tiếp với thiết bị đã có sẵn. Thiết bị cũng chứa một máy đo khoảng thời gian được xây dựng để trì hoãn tối đa 1 khung hình mỗi phút. Tốc độ tối đa là 3 khung hình mỗi giây.
Năm 1972, Canon đã thực hiện một Sửa đổi đặc biệt cho F-1 được gọi là "Máy ảnh truyền động tốc độ cao". Nó có một gương cố định (bán trong suốt), các động cơ truyền động động cơ là một phụ kiện cố định (cần gạt gió của máy ảnh đã bị loại bỏ - khiến nó không thể sử dụng nếu không có ổ đĩa động cơ). Tốc độ tối đa là 9 khung hình / giây - nhanh nhất có sẵn tại thời điểm đó. Việc sử dụng nó tại Thế vận hội năm 1972 tại Nhật Bản đã tạo ra những bức ảnh liên tiếp tuyệt vời mà trước đây không thể đạt được.
Năm 1973, Canon giới thiệu Motor Drive MF. Motor Drive MF có pin (10 AA) trong một tay cầm thẳng đứng gắn phía trước bên trái (nhìn từ phía trước). Nó có tốc độ tối đa 3,5 khung hình / giây và phù hợp hơn nhiều với chụp ảnh hành động / thể thao, đặc biệt là khi kết hợp với công cụ tìm tốc độ hoặc công cụ tìm EE. Một sợi dây đặc biệt cho phép công cụ tìm EE lấy năng lượng từ Bộ điều khiển động cơ MF - do đó tạo ra một thiết lập nhỏ gọn hơn nhiều so với đơn vị Motor Drive ban đầu. Motor Drive MF không được tích hợp trong máy đo khoảng thời gian, nhưng Bộ định thời gian L (và sau đó là Bộ định thời Interval TM-1 (Quartz) có thể được cắm vào ổ cắm điều khiển từ xa vì có thể chuyển đổi từ xa và bộ điều khiển không dây, Bộ điều khiển không dây LC-1. Tất cả đều cho phép sử dụng máy ảnh từ xa và/hoặc không giám sát.
Sau đó, Canon giới thiệu Power Winder F, một cuộn dây nguồn 2 khung hình / giây với báng cầm để dễ sử dụng. Nó đã sử dụng 4 pin AA trong cùng một tạp chí pin mà Canon A-series Power Winder A đã sử dụng. Bộ cuộn nguồn F có thể sử dụng hầu hết các công tắc từ xa cũng phù hợp với Motor Drive MF. Hai phụ kiện duy nhất mà nó không thể sử dụng là Interval Timer L và Remote Switch 60-MF. Mặc dù không nhanh bằng, Power Winder F nhỏ hơn và nhẹ hơn Motor Drive MF.
Không giống như nhiều máy ảnh cấp chuyên nghiệp khác vào đầu những năm 1970, F-1 không yêu cầu sửa đổi hoặc lắp tùy chỉnh đặc biệt để gắn các ổ đĩa động cơ, người ta chỉ cần tháo tấm đáy và vặn vào ổ đĩa.

### Mặt lưng
Mặt sau của F-1 có thể tháo rời. Dữ liệu lại F (đối với F-1 và F-1n ban đầu) hoặc FN ngược lại dữ liệu (đối với F-1 mới) (hiện đang là cơ học không có khả năng đưa năm hiện tại lên ảnh) hoặc quay lại hàng loạt có thể giữ 250 phơi sáng có thể được đính kèm. Buồng phim 250 có thể được sử dụng một mình hoặc với Bộ phận truyền động động cơ hoặc Bộ truyền động động cơ (bộ kẹp của MF phải được tháo ra và ghép nối thông qua một dây chuyên dụng).